# バックレイコフキカブト
バックレイコフキカブト(Lycomedes buckleyi)は、カブトムシの一種である。

## 概要
主にラテンアメリカに生息する小型のカブトムシで飼育が困難とされる。表面にやや黄色みを帯びている筋がある。